# 5141 Tachibana
5141 Tachibana este un asteroid din centura principală de asteroizi.

## Descriere
5141 Tachibana este un asteroid din centura principală de asteroizi. A fost descoperit pe 16 decembrie 1990 la Geisei de Tsutomu Seki. El prezintă o orbită caracterizată de o semiaxă mare de 2,87 ua, o excentricitate de 0,06 și o înclinație de 2,8° în raport cu ecliptica.